# Suvorov (Oblast' di Tula)
Suvorov è una città della Russia europea centrale (oblast' di Tula). Appartiene amministrativamente al rajon Suvorovskij, del quale è il capoluogo.
Si trova nella parte occidentale della oblast', una novantina di chilometri a ovest del capoluogo regionale Tula.